# Ministrowie poczt i telegrafów Irlandii
Minister poczt i telegrafów (irl. Aire Puist agus Telegrafa) – jeden z członków rządu Irlandii, zajmujący się sprawami poczty i telekomunikacji. Powołany w 1924 na podstawie Ministers and Secretaries Act. Zlikwidowany w 1984 po powołaniu państwowych spółek pocztowych i telekomunikacyjnych (An Post i Telecom Éireann). Większość kompetencji ministerstwa poczt i telegrafów przejęło nowo utworzone ministerstwo komunikacji.

## Ministrowie ds. urzędu pocztowego Wolnego Państwa Irlandzkiego
| Minister       | Czas urzędowania                 |
| -------------- | -------------------------------- |
| James J. Walsh | 1 kwietnia 1922 - 2 czerwca 1924 |

## Ministrowie poczt i telegrafów Irlandii
| Minister                  | Czas urzędowania                      |
| ------------------------- | ------------------------------------- |
| James J. Walsh            | 2 czerwca 1924 - 12 października 1927 |
| Ernest Blythe             | 12 października 1927 - 9 marca 1932   |
| Joseph Connolly           | 9 marca 1932 - 8 lutego 1933          |
| Gerald Boland             | 8 lutego 1933 - 11 listopada 1936     |
| Oscar Traynor             | 11 listopada 1936 - 8 września 1939   |
| Tomás Ó Deirg             | 8 września 1939 - 27 września 1939    |
| Patrick Little            | 27 września 1939 - 18 lutego 1948     |
| James Everett             | 18 lutego 1948 - 13 czerwca 1951      |
| Erskine Hamilton Childers | 13 czerwca 1951 - 2 czerwca 1954      |
| Michael Keyes             | 2 czerwca 1954 - 20 marca 1957        |
| Neil Blaney               | 20 marca 1957 - 4 grudnia 1957        |
| John Ormonde              | 4 grudnia 1957 - 23 czerwca 1959      |
| Michael Hilliard          | 23 czerwca 1959 - 21 kwietnia 1965    |
| Joseph Brennan            | 21 kwietnia 1965 - 10 listopada 1966  |
| Erskine Hamilton Childers | 10 listopada 1966 - 2 lipca 1969      |
| Patrick Lalor             | 2 lipca 1969 - 9 maja 1970            |
| Gerry Collins             | 9 maja 1970 - 14 marca 1973           |
| Conor Cruise O’Brien      | 14 marca 1973 - 5 lipca 1977          |
| Pádraig Faulkner          | 5 lipca 1977 - 11 grudnia 1979        |
| Albert Reynolds           | 12 grudnia 1979 - 30 czerwca 1981     |
| Patrick Cooney            | 30 czerwca 1981 - 9 marca 1982        |
| John P. Wilson            | 9 marca 1982 - 14 grudnia 1982        |
| Jim Mitchell              | 14 grudnia 1982 - 2 stycznia 1984     |